# Burbach (Wutha-Farnroda)
Burbach is een dorp in de Duitse gemeente Wutha-Farnroda in  Thüringen. De gemeente maakt deel uit van het Wartburgkreis.  Het dorp ontstond rond een hof van het klooster Fulda. Het werd in de jaren vijftig van de twintigste eeuw bij Kahlenberg gevoegd.